# Palio dei Mezzadri
Il Palio dei Mezzadri è una competizione e manifestazione culturale e storica fra le 8 contrade del comune di Ponzano Veneto. Questa celebrazione rievoca la vita e le tradizioni dei mezzadri, ossia i contadini che lavoravano la terra in regime di mezzadria, condividendo il raccolto con il proprietario del terreno. 
Le contrade che si sfidano nel palio sono otto, e rappresentano diverse zone del comune di Ponzano Veneto: 4 per la frazione di Paderno, da dove nasce storicamente il Palio, 2 per la frazione di Merlengo e 2 per quella di Ponzano.
Durante il palio, le contrade sono protagoniste di una sfilata con costumi storici e partecipano a sette giochi tradizionali che rievocano le attività agricole e contadine di un tempo. 
Il Palio dei Mezzadri si tiene il secondo fine settimana di settembre, nella piazza antistante alla Chiesa di Paderno. 

## Le Contrade
Le contrade partecipanti al Palio sono le seguenti: 
- Barrucchella;
- Borgo Ruga;
- Capitel;
- Centro;
- Croce Caotorta;
- Marcà Vecio;
- Minelli;
- Sant'Antonio.

## I Giochi
I giochi presenti al Palio dei Mezzadri sono di origine contadina e rievocano i lavori storici dei Ponzanesi di una volta. Tra questi giochi ci sono:
- Pigiatura dell'uva (in lingua veneta, Foear l'uva);
- Tiro alla fune;
- Tiro con la fionda;
- Corsa con il carro;
- Gioco del Cavalier (o della Treccia);
- Tesser;
- Bunea (o corsa con la carriola).

## La Storia
Nasce nel 1990 all’interno della Parrocchia di Paderno da un'idea di Walter Lucchetta e Adriano Gagno con la partecipazione di Don Aldo Danieli, allora parroco di Paderno e dal 2008, sempre attraverso le Parrocchie, coinvolge Merlengo e Ponzano, unendo l’intero territorio comunale. Inizialmente le contrade partecipanti erano 4: Barrucchella, Borgo Ruga, Centro e Sant'Antonio, poi con il coinvolgimento delle altre due Parrocchie si sono unite anche il Capitel e il Marcà Vecio per la Parrocchia di Merlengo e Croce Caotorta e Minelli per la Parrocchia di Ponzano. 